# Kaweron
Kaweron is een bestuurslaag in het regentschap Blitar van de provincie Oost-Java, Indonesië. Kaweron telt 3881 inwoners (volkstelling 2010).